# Ахерн, Тимоти
Ти́моти Джо́зеф Ахе́рн (англ. Timothy Joseph Ahearne; 18 августа 1885, Атиа, Манстер — декабрь 1968, Ирландия) — британский легкоатлет, чемпион летних Олимпийских игр 1908 года.
На Играх 1908 года в Лондоне Ахерн участвовал в четырёх дисциплинах. В тройном прыжке он стал чемпионом с новым олимпийским рекордом, в прыжке в длину с разбега стал восьмым, в прыжке в длину с места его результат не известен, а в беге на 110 м с барьерами Ахерн смог пройти в полуфинал.